# Pan Tau (film)
Pan Tau je německo-československý rodinný fantasy film, jejž natočil režisér Jindřich Polák podle scénáře, který napsal společně s Otou Hofmanem. V německých kinech měl premiéru 3. listopadu 1988, do československých kin byl snímek uveden 1. ledna 1989. Jedná se o poslední dílo, ve kterém titulní postavu pana Tau hrál Otto Šimánek, jenž zde ztvárnil dvojroli. V dalších hlavních rolích se představili Dana Vávrová, Ute Christensenová, Viktor Preiss a Vladimír Kratina.
V roce 1996 vyšel film na VHS. Na DVD byl snímek poprvé vydán v roce 2005 (Bontonfilm), v roce 2007 potom jako příloha deníku Šíp.

## Příběh
Pozapomenutý a zestárlý herec Rudolf Karásek, jenž před více než desetiletím hrál pana Tau, úspěšnou filmovou a televizní postavu, se nyní živí ztvárňováním této postavy na dětských divadelních představeních. Ani jeho soukromý život nestojí za moc: pije alkohol a hádá se se svou rozvedenou dcerou, která se svými dvěma malými syny u něj bydlí. Vedení barrandovského studia však z finančních důvodů rozhodne o natočení dalšího filmu o panu Tau, který by využíval kulisy již postavené pro jiný snímek. Karásek s návratem do své životní role souhlasí, zjišťuje však, že při natáčení už nastavenému tempu nestačí fyzicky. Zoufalá produkce tedy narychlo začne shánět dubléra, který by Karáska v některých scénách zastupoval, a najde ho v samorostovi Josefu Novákovi, jenž má následně kladný vliv i na Karáskovu psychiku.

## Obsazení
- Otto Šimánek jako Rudolf Karásek a jako Josef Novák / pan Tau (dabing Josefa Nováka: František Husák)
- Dana Vávrová jako Alena, asistentka režie
- Ute Christensenová jako Hanka, dcera Rudolfa Karáska (český dabing: Jana Švandová)
- Viktor Preiss jako Ohnivák, filmový pyrotechnik
- Vladimír Kratina jako Dufek, filmový režisér
- Jakub Drocar jako Martínek, dětský herec
- Karel Soukup jako Honzík, vnuk Rudolfa Karáska
- Michal Soukup jako Jirka, vnuk Rudolfa Karáska
- Tereza Chudobová jako Katka